# Liste von Mäusebrunnen
In dieser Liste sind Mäusebrunnen aufgeführt, also Brunnen im öffentlichen Raum, die Mäuse zum Thema haben.

## Deutschland
| Bezeichnung                            | Bild           | Standort                                              | Bundesland          | Künstler       | Errichtung Einweihung | Weitere Informationen |
| -------------------------------------- | -------------- | ----------------------------------------------------- | ------------------- | -------------- | --------------------- | --------------------- |
| Mäusebrunnen (Klein-Auheim)            |                | Hanau, Klein-Auheim, an der Schönfelder Straße        | Hessen              | Michael Franke |                       | [ 1 ]                 |
| Mäusebrunnen (Stolpen) („Käsebrunnen“) | weitere Bilder | Stolpen, auf dem Platz des ehemaligen Vorwerks (Lage) | Sachsen             |                |                       |                       |
| Mäusebrunnen (Übach)                   | weitere Bilder | Übach-Palenberg, Übach                                | Nordrhein-Westfalen |                | 1992                  | [ 2 ]                 |

## Weitere
| Bezeichnung              | Bild           | Standort                         | Staat               | Künstler | Errichtung Einweihung | Weitere Informationen |
| ------------------------ | -------------- | -------------------------------- | ------------------- | -------- | --------------------- | --------------------- |
| Mäusebrunnen (Hongkong)  | weitere Bilder | Hongkong, Hong Kong Disneyland   | Volksrepublik China | Dave Q   |                       |                       |
| World of Color Fountains | weitere Bilder | Los Angeles (Kalifornien) (Lage) | Vereinigte Staaten  |          |                       |                       |